# Вільгорський Михайло Юрійович
Миха́йло Ю́рійович Вільго́рський (прізвище передавалася також як Вельгурський, Велеурський та іншими способами; пол. Michał Wielhorski , 1788—1856) — музичний діяч і композитор-любитель руського (українського) походження з роду Кирдій, родове гніздо село Вільгір. Старший брат Матвія Вільгорського, батько Йосипа Вільгорського.

## Біографія
Вільгорський був сином польського посланця при дворі Катерини II, діяча Тарговицької конфедерації, Юрія Михайловича Вільгорського, який мав чин дійсного таємного радника, і графині Софії Дмитрівни Матюшкін, в минулому фрейліни Катерини II.
У 1794 році разом з батьком і братами прийняв православну віру, тому сприяла сама імператриця.

## Службова діяльність
У десять років Михайлу та його молодшому брату було надане Павлом I звання лицаря Мальтійського ордена.
У січні 1804 року граф Вільгорський був підвищений до камер-юнкера; тоді ж він вступив на службу у Державну колегію іноземних справ, до квітня 1812 року, коли був прийнятий до Міністерства народної освіти.
У 1818 році він перейшов до відомства Міністерства внутрішніх справ, але у 1826 році знову влаштувався до Міністерства народної освіти, у 1827 році тимчасово заміщав посаду попечителя Харківської учбової округи; був членом Головного правління училищ, що знаходяться у Петербурзі, та членом Комітету Головної театральної дирекції.
У 1832 році в чині дійсного статського радника і в званні шталмейстера, Михайла Вільгорського було призначено почесним опікуном Петербурзької опікунської ради і керівником виховного будинку, Маріїнської лікарні та Училищем глухонімих. У 1838 році був підвищений до гофмейстера, у 1845 році був призначений членом Головної ради жіночих навчальних закладів, у червні 1846 року отримав чин обер-Шенку.

## Меценат та музикант
Вільгорський надавав підтримку багатьом прогресивним діячам Росії. Так, у 1838 році спільно з Жуковським він організував лотерею, виручені кошти від якої пішли на викуп з кріпацтва поета Т. Шевченко.
Особливою пристрастю Михайла Вільгорського була музика, він був прекрасним виконавцем і композитором, хоча дилетантом, але за словами Шумана, «геніальним дилетантом».
Уже в дитинстві у нього проявилися неабиякі музичні здібності: він непогано грав на скрипці, намагався складати музику. Отримав різнобічну музичну освіту, теорії музики та гармонії він навчався у іспанського композитора Вінсенте Мартін-і-Солера, композиції у Вільгельма Тауберта. Ще у 1804 році, коли вся сім'я проживала в Ризі, Брав участь у домашніх квартетних вечорах: партію першої скрипки виконував батько, альта — Михайло Юрійович, а партію віолончелі — його брат Матвій, видатний музикант-виконавець. Не обмежуючись отриманими знаннями, Вієльгорський продовжив заняття композицією у Парижі у Л. Керубіні — відомого композитора і теоретика.
Відчуваючи великий інтерес до всього нового, Вієльгорський у Відні познайомився з Л. Бетховеном та був присутній в числі перших восьми слухачів при виконанні «Пасторальної» симфонії. Протягом усього життя він залишався гарячим шанувальником німецького композитора. Вієльгорський є автором опери «Цигани» на сюжет, пов'язаний з подіями Великої Вітчизняної війни 1812 року (лібрето В. Жуковського і В. Соллогуба), він одним з перших в Росії опановував великі сонатно-симфонічні форми, написавши дві симфонії (Перша була виконана у 1825 році в Москві), струнний квартет, дві увертюри. Ним створені також Варіації для віолончелі з оркестром, п'єси для фортепіано, романси, вокальні ансамблі, а також ряд хорових творів. Романси Вієльгорського користувалися великою популярністю. Один з його романсів («Любила я») охоче виконував Глінка.

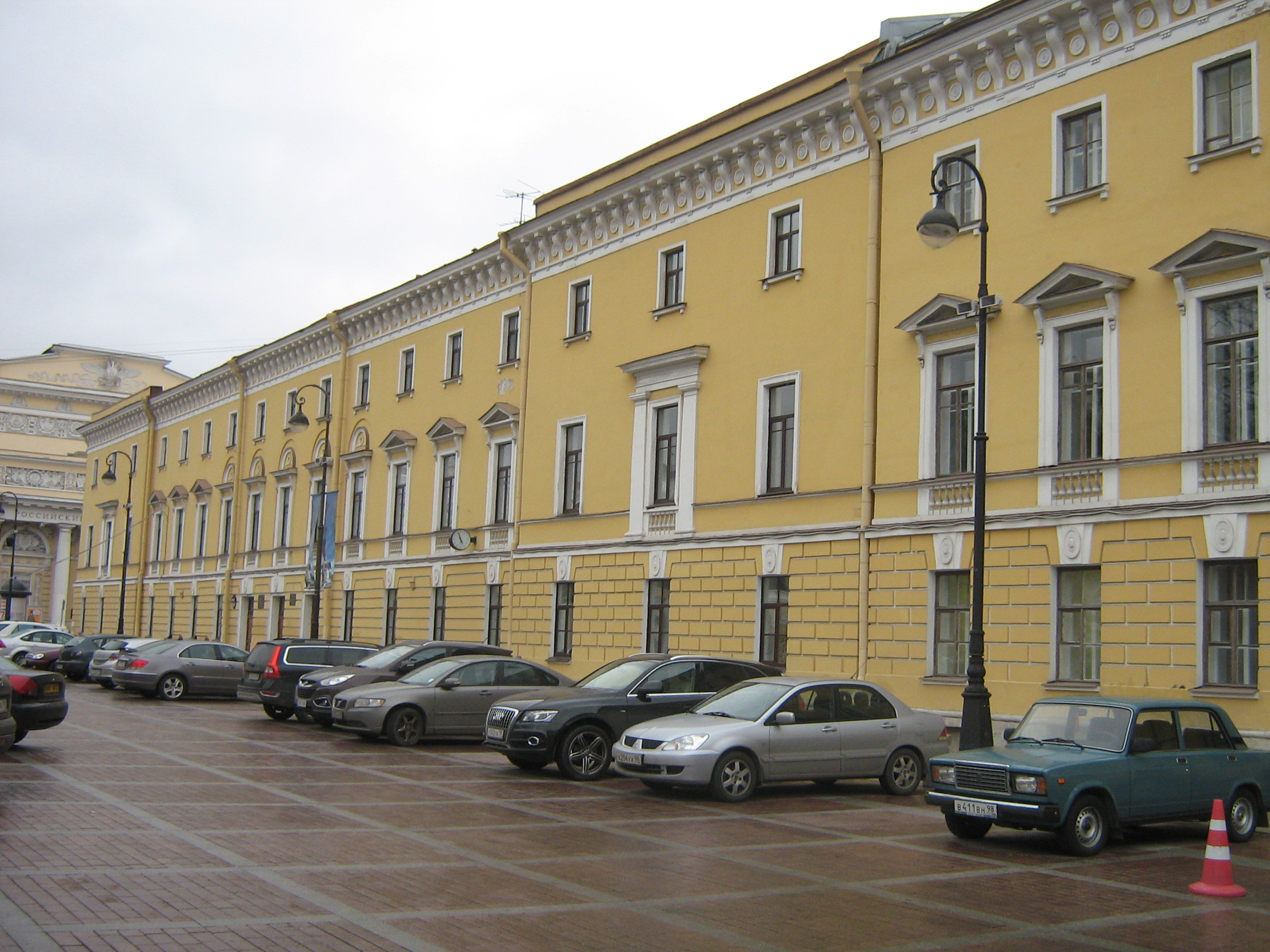
Будівля Гімназії при Російському музеї
Будинок Вільгорського у Санкт-Петербурзі

Будинок Вільгорського на Михайлівській площі  у Санкт-Петербурзі завжди був своєрідним музичним центром. Тут збиралися справжні поціновувачі музики, багато музичних творів виконувалися вперше (Ф. Лист вперше грав по партитурі «Руслана і Людмилу» Глінки). Поет Д. Веневитінов називав будинок Вільгорського «академією музичного смаку», Г. Берліоз, який приїздив до Росії, — «маленьким храмом витончених мистецтв».
Маєток Вільгорського Луїзіно в Курській губернії, далеко від столичного життя, відвідували багато музикантів. У 1820-х роках у його маєтку були виконані 7 симфоній Бетховена. Вільгорський високо цінував музику Глінки. Оперу «Іван Сусанін» він вважав шедевром.

Помер Михайло Вільгорський 9 вересня 1856 року в Москві. В. Соллогуб говорив про нього::
|  | Граф Виельгорский прошёл незамеченный в русской жизни; даже в обществе, в котором он жил, он был оценен только немногими. Он не искал известности, уклонялся от борьбы и, несмотря на то — или, может быть, именно потому, — был личностью необыкновенной: философ, критик, лингвист, медик, теолог, герметик, почетный член всех масонских лож, душа всех обществ, семьянин, эпикуреец, царедворец, сановник, артист, музыкант, товарищ, судья, он был живой энциклопедией самых глубоких познаний, образцом самых нежных чувств и самого игривого ума. |

Похований у Лазарівській усипальниці Олександро-Невської лаври у Санкт-Петербурзі.

## Сім'я

### Перший шлюб
Першою дружиною Михайла Вільгорського була фрейліна Катерина Бірон (1793—1813), племінниця останнього Курляндського герцога. Цьому шлюбу сприяла імператриця Марія Федорівна. Вінчання відбулося в лютому 1812 року у Великій церкві Зимового палацу. Цей шлюб зміцнив позиції Вієльгорського при дворі.

У спогадах сучасниці Катерина Бірон описується, як миле, наївне дитя, яке любило мережива та вбрання. Після весілля Вієльгорські переїхали до Москви, незабаром почалася Вітчизняна війна. Рятуючись від ворога, вони поїхали до одного зі своїх маєтків. У січні 1813 року подружжя Вієльгорських вирішили повернутися у Петербург. Катерина перебувала на останньому терміні вагітності. Їхній шлях лежав через згорілу Москву. Насилу діставшись Москви, Вієльгорські оселилися в будинку князя Голіцина, де Катерина померла у пологах. Про цю трагедію писала їхня родичка:
|  | Участь бедной Катиши может служить урок для тех, кто захочет им воспользоваться. Боясь родить вдали от Петербурга, то есть без помощи слабой медицины, она предприняла путешествие, которое стоило ей жизни. Виельгорские выехали в самую распутицу, так что Катиша приехала в Рязань совершенно разбитая. Во время езды она почувствовала сильнейшие страдания... Даже здоровые мужчины, приезжая из Москвы, жалуются, что их всех растрясло. Несчастным Виельгорским приходилось очень плохо. Они кое-как добрались до Москвы, где несчастная женщина промучилась сорок часов и наконец родила дочь. На другой день после родов у неё сделался бред... Дней шесть она прострадала и умерла без причастия... Жалко Мишеля тем более, что он сам себе приписывает своё несчастие. |

### Другий шлюб
У 1816 році Михайло Вільгорський таємно одружився зі старшою сестрою першої дружини Луїзою Бірон. (1791—1853) — фрейліною імператриці Марії. Такий шлюб за церковними правилами вважався протизаконним. Цим він накликав на себе осуд і змушений був виїхати до свого маєтку Луїзіно в Курській губернії де вони прожили декілька років і де народилися їхні діти:
- Йосип Михайлович (1817—1839), друг Гоголя, помер від сухот в Римі, його короткому життю присвячена книга[7].
- Аполлінарія Михайлівна (1818—1884), з 1843 року одружена з А. В. Веневитіновим, Братом поета Д. В. Веневитінова.
- Софія Михайлівна (1820—1878), з 1840 року дружина письменника В. А. Соллогуба .
- Михайло Михайлович (1822—21.11.1855), статський радник, дійсний член Товариства Червоного Хреста, з 1853 року за вищим указом іменувався графом Віельгорскім-Матюшкіним. Помер від запалення мозку у Сімферополі[8].
- Анна Михайлівна (1823—1861), з 1858 року дружина князя Олександра Івановича Шаховського (1822—1891). Згідно з деякими мемуаристами, в неї був закоханий М. В. Гоголь. Гоголь нібито хотів з нею одружитися, але, знаючи, що Л. К. Вільгорська не погодиться на нерівний шлюб своєї дочки, пропозицію не зробив. Проте більшість біографів Гоголя визнає, що він жінками не цікавився.

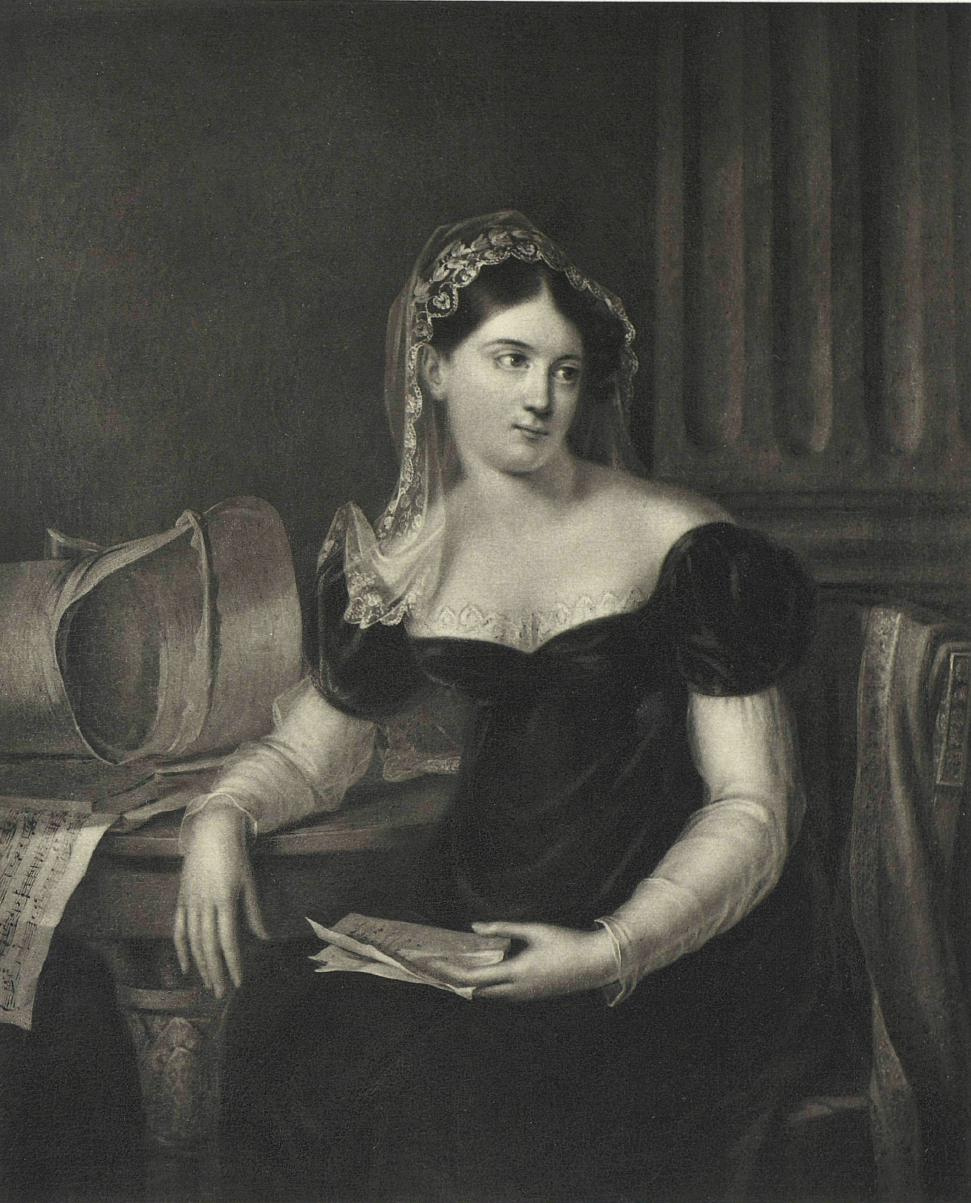
Луїза Карлівна Вієльгорська
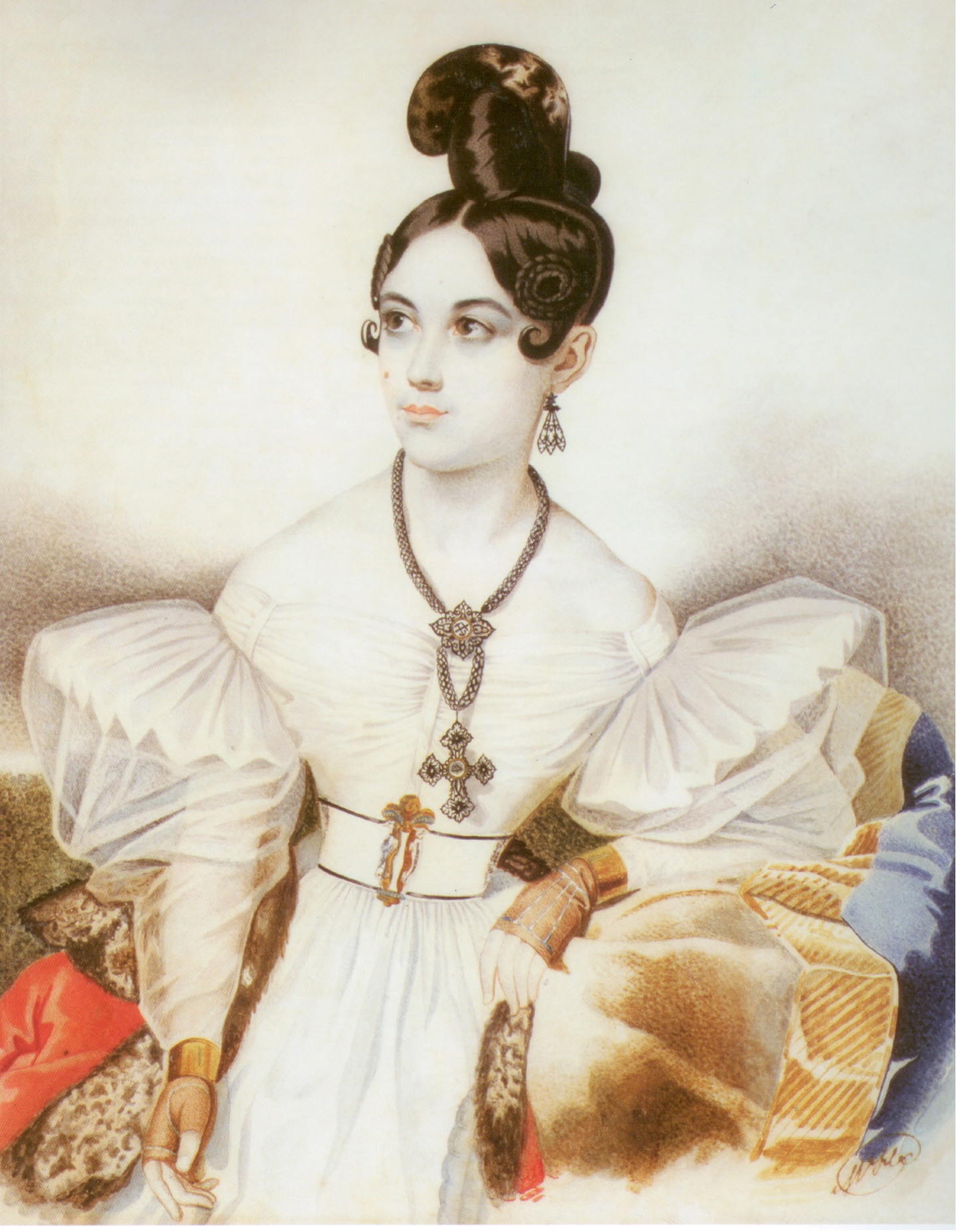
Аполлінарія Михайлівна
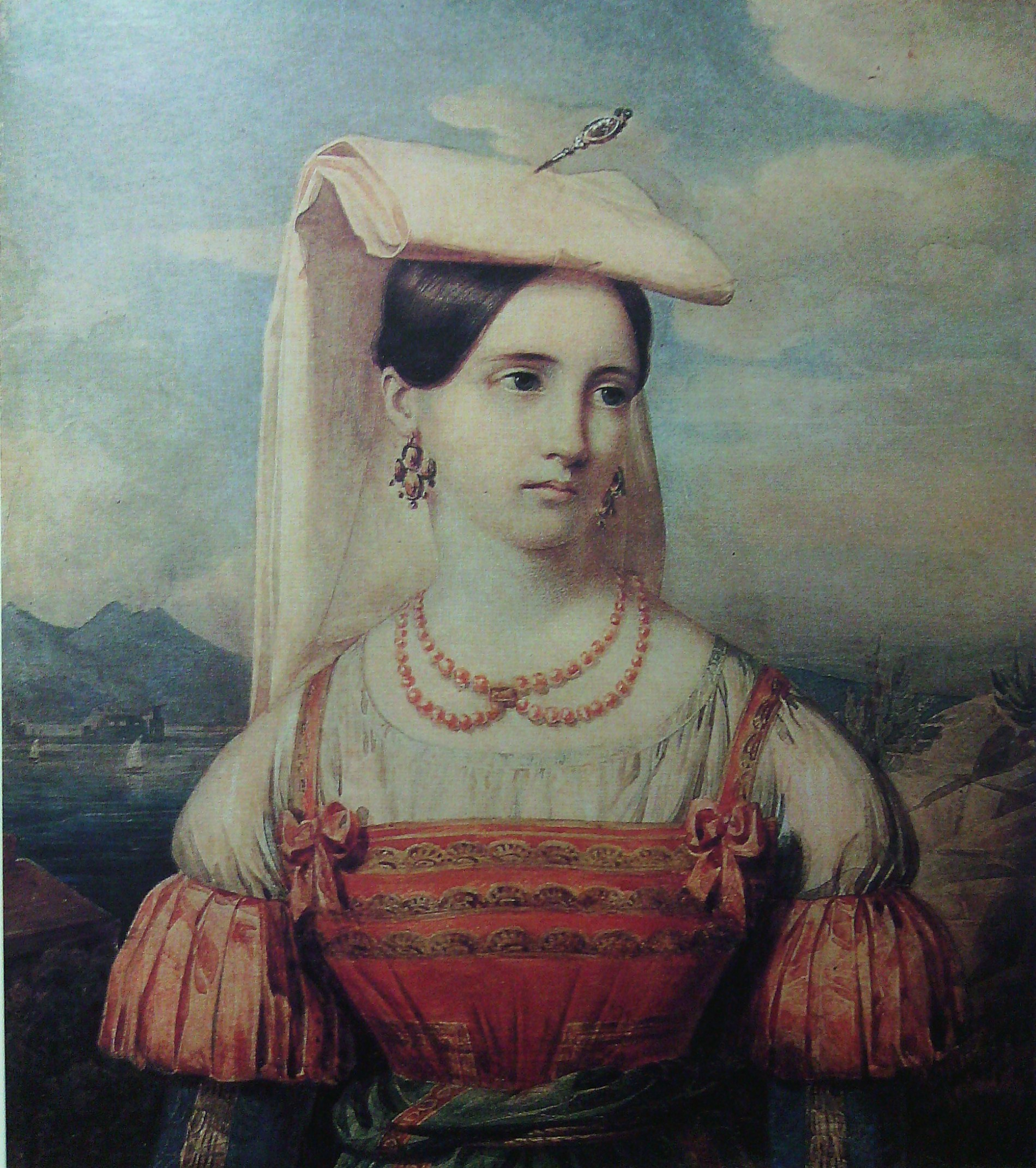
Софія Михайлівна
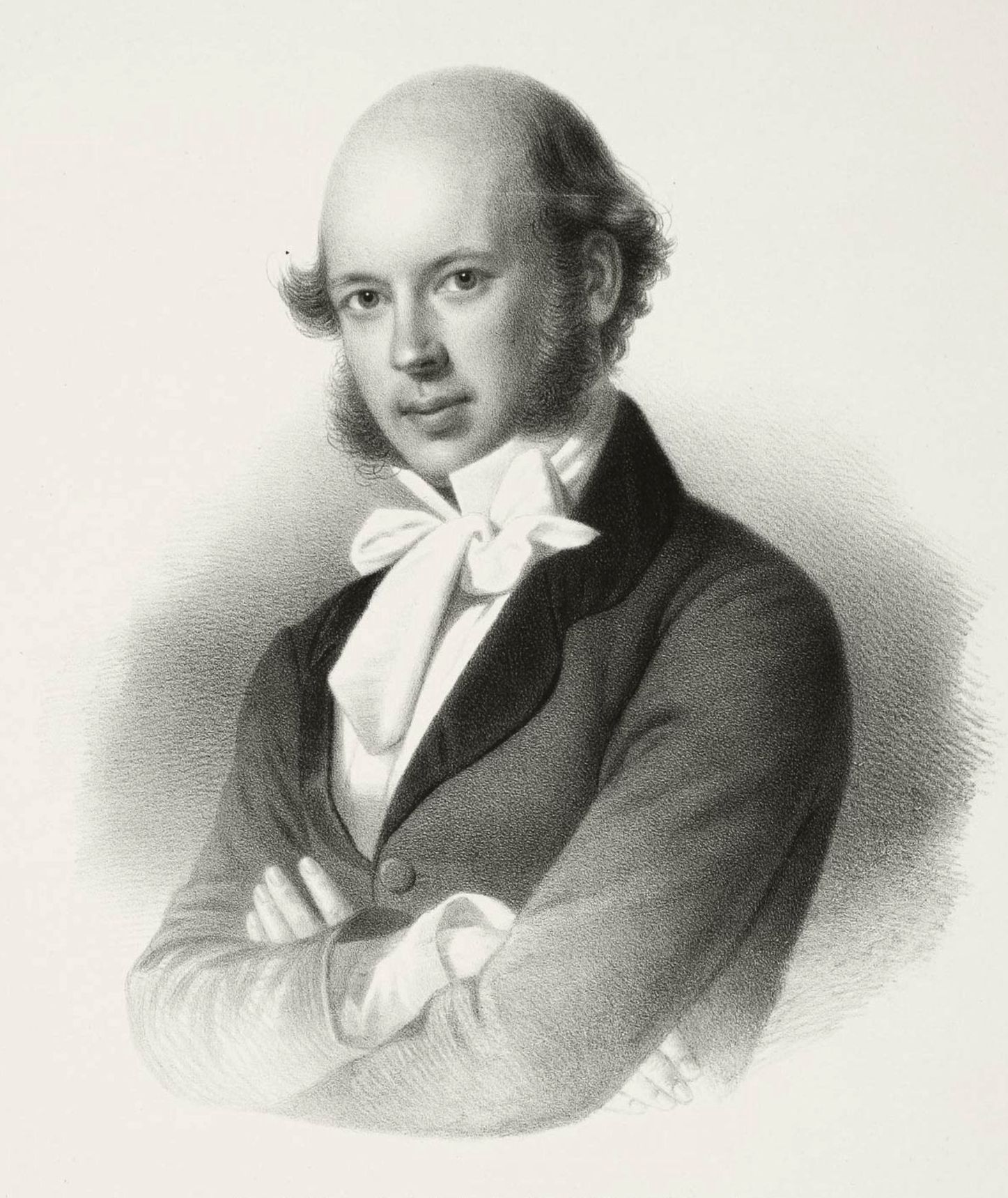
Михайло Михайлович
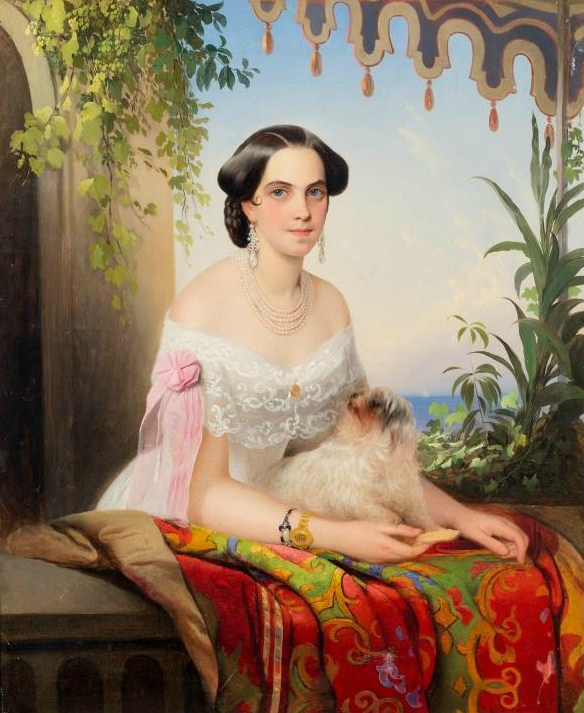
Анна Михайлівна